# Beleeftuin
Een beleeftuin of belevingstuin is een tuin die geest en zintuigen prikkelt door geur, aanraking, geluid en smaak. De tuinen kenmerken zich door brede paden, strakke lijnen en speciale elementen zoals verhoogde kweekbedden. Soms zijn er ook beweegtoestellen opgesteld.

## Dementie
Een beweegtuin was in eerste instantie aangelegd bij instellingen waar mensen met hersenschade, zoals dementie, verbeleven omdat het hun welzijn zou bevorderen als door prikkeling van de zintuigen herinneringen van vroeger naar boven komen. Het met begeleiding zo zelfstandig mogelijk op veilige wijze kunnen bewegen en het ervaren van vrijheid in de buitenlucht bleek van meerwaarde voor veel van deze mensen.

## Andere doelgroepen
Door de jaren heen bleek dat een beleeftuin ook voor andere doelgroepen van toegevoegde waarde kon zijn, bijvoorbeeld voor kinderen met een beperking en herstellende of revaliderende patiënten in ziekenhuizen of zorginstellingen. Een sociale functie is er in het samenkomen voor groepen mensen en het creëren van vrijwilligersplaatsen voor zowel zorg- als tuinonderhoudswerkzaamheden. Ook het bezig zijn in een buurtmoestuin of zorgmoestuin kan bijdragen aan het socialiseren, activeren en vitaliseren van mensen die dat nodig hebben.